# Errol, New Hampshire

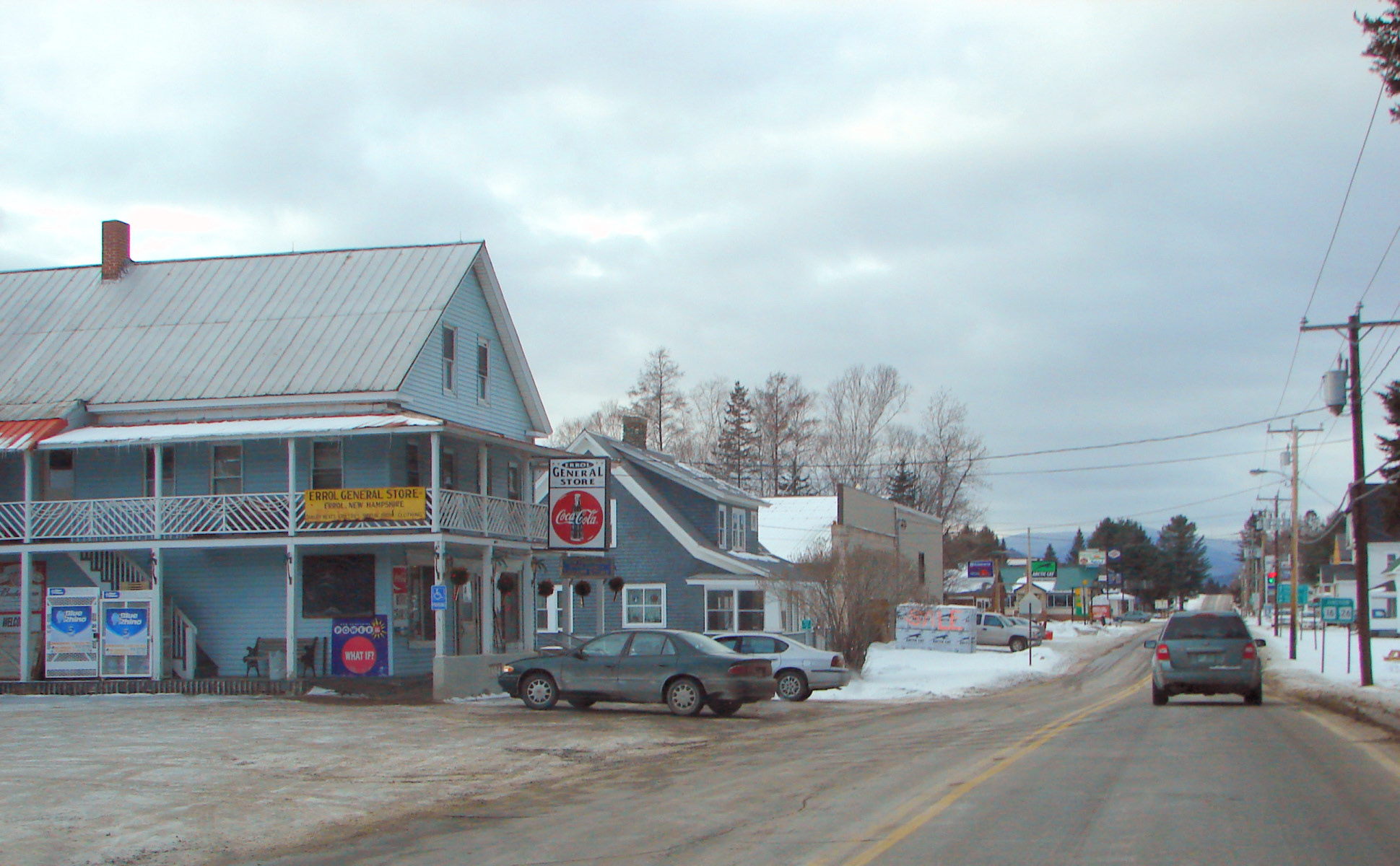

Errol är en kommun (town) i Coos County, New Hampshire, USA med cirka 298 invånare (2000). Den har enligt United States Census Bureau en area på 180,2 km².